# Miran (nome)
Miran  è un nome proprio di persona sloveno maschile.

## Origine e diffusione
Questo nome è basato sulla radice slava miru, che può significare sia "pace", sia "mondo"; essa è presente in un vasto numero di nomi di origine slava, tra cui Mircea, Miroslavo, Vladimiro e Casimiro.

## Onomastico
Il nome è adespota, cioè non è portato da alcun santo; l'onomastico si può festeggiare eventualmente il 1º novembre, festa di Ognissanti.

## Persone
- Miran Burgič, calciatore sloveno

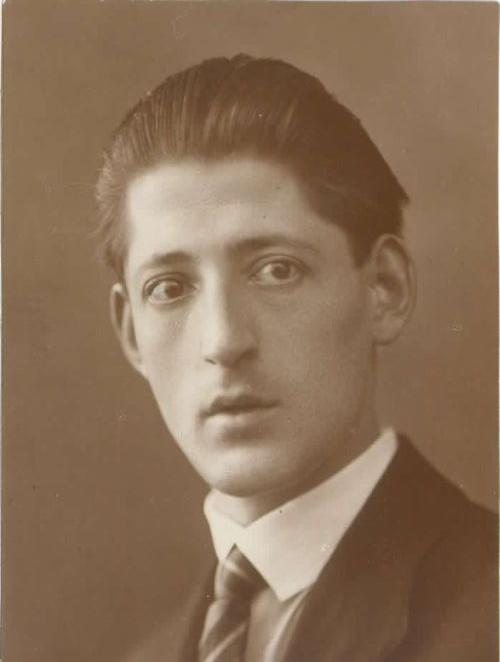
Miran Jarc

- Miran Hrovatin, fotografo e operatore di ripresa italiano
- Miran Jarc, poeta e drammaturgo sloveno
- Miran Košuta, scrittore, storico e critico letterario italiano
- Miran Pavlin, calciatore sloveno
- Miran Srebrnič, calciatore e allenatore di calcio sloveno
- Miran Tepeš, dirigente sportivo ed ex saltatore con gli sci sloveno